# Qualifications des épreuves d'équitation aux Jeux olympiques d'été de 2012
Pour un article plus général, voir Équitation aux Jeux olympiques d'été de 2012.
Les qualifications pour les épreuves d'équitation des Jeux olympiques d'été de 2012 sont organisées entre 2010 et 2012, avec trois disciplines prévues : dressage, saut d'obstacles et concours complet.

## Répartition globale des places
Ce tableau liste le nombre de places d'attribuées par pays.
| Nation           | Individuel | Individuel       | Individuel       | Par équipes | Par équipes      | Par équipes      | Total |
| Nation           | Dressage   | Concours complet | Saut d'obstacles | Dressage    | Concours complet | Saut d'obstacles | Total |
| ---------------- | ---------- | ---------------- | ---------------- | ----------- | ---------------- | ---------------- | ----- |
| Afrique du Sud   |            | 1                |                  |             |                  |                  | 1     |
| Allemagne        | 4          | 5                | 4                | X           | X                | X                | 13    |
| Arabie saoudite  |            |                  | 4                |             |                  | X                | 4     |
| Australie        | 3          | 5                | 4                | X           | X                | X                | 12    |
| Autriche         | 2          | 1                |                  |             |                  |                  | 3     |
| Azerbaïdjan      |            |                  | 1                |             |                  |                  | 1     |
| Argentine        |            |                  | 2                |             |                  |                  | 2     |
| Biélorussie      |            | 2                |                  |             |                  |                  | 2     |
| Belgique         | 1          | 5                | 4                |             | X                | X                | 10    |
| Bermudes         |            |                  | 1                |             |                  |                  | 1     |
| Brésil           | 1          | 5                | 4                |             | X                | X                | 10    |
| Canada           | 3          | 5                | 4                | X           | X                | X                | 12    |
| Chili            |            |                  | 4                |             |                  | X                | 4     |
| Colombie         |            |                  | 2                |             |                  |                  | 2     |
| Danemark         | 4          |                  |                  | X           |                  |                  | 4     |
| Équateur         |            | 1                |                  |             |                  |                  | 1     |
| Égypte           |            |                  | 1                |             |                  |                  | 1     |
| Espagne          | 3          |                  |                  | X           |                  |                  | 3     |
| États-Unis       | 4          | 5                | 4                | X           | X                | X                | 13    |
| Finlande         | 2          |                  |                  |             |                  |                  | 2     |
| France           | 1          | 5                | 4                |             | X                | X                | 10    |
| Irlande          | 1          | 5                | 2                |             | X                |                  | 8     |
| Italie           | 1          | 2                |                  |             |                  |                  | 3     |
| Jamaïque         |            | 1                |                  |             |                  |                  | 1     |
| Japon            | 1          | 5                | 2                |             | X                |                  | 8     |
| Jordanie         |            |                  | 1                |             |                  |                  | 1     |
| Maroc            | 1          |                  |                  |             |                  |                  | 1     |
| Mexique          |            |                  | 4                |             |                  | X                | 4     |
| Norvège          | 1          |                  |                  |             |                  |                  | 1     |
| Nouvelle-Zélande | 1          | 5                |                  |             | X                |                  | 6     |
| Pays-Bas         | 4          | 3                | 4                | X           | X                | X                | 11    |
| Pologne          | 3          | 1                |                  | X           |                  |                  | 4     |
| Portugal         | 1          |                  | 1                |             |                  |                  | 1     |
| Grande-Bretagne  | 4          | 5                | 4                | X           | X                | X                | 13    |
| Russie           |            | 2                | 1                |             |                  |                  | 3     |
| Suède            | 3          | 5                | 4                | X           | X                | X                | 12    |
| Suisse           |            |                  | 4                |             |                  | X                | 4     |
| Syrie            |            |                  | 1                |             |                  |                  | 1     |
| Thaïlande        |            | 1                |                  |             |                  |                  | 1     |
| Ukraine          | 1          |                  | 4                |             |                  | X                | 5     |
| Total: 40 pays   | 50         | 75               | 75               | 10          | 13               | 15               | 200   |

## Dressage
Règles complètes publiées par la FEI dans l'article récapitulatif du site officiel.
Un Comité national olympique (CNO) peut inscrire trois cavaliers à la compétition individuelle, s'il est qualifié pour la compétition par équipes. Les places pour les meilleurs cavaliers classés dans les différentes zones géographiques sont réservées aux cavaliers des nations non représentées au concours par équipes. Les 10 places individuelles supplémentaires sont attribuées en fonction du classement FEI et peuvent aller à n'importe quel CNO, jusqu'à un maximum de 4 cavaliers. Si une nation obtient trois places individuelles, elle peut également participer à la compétition par équipe.

### Par équipes
| Épreuve                                              | Date                         | Lieu        | Places | Qualifiés                     |
| ---------------------------------------------------- | ---------------------------- | ----------- | ------ | ----------------------------- |
| Pays organisateur                                    | -                            |             | 1      | Grande-Bretagne               |
| Jeux équestres mondiaux de 2010                      | 25 septembre-10 octobre 2010 | Lexington   | 3      | Pays-Bas Allemagne États-Unis |
| Championnat d'Europe de dressage (groupes A, B et C) | 17-21 août 2011              | Rotterdam   | 3      | Suède Espagne Danemark        |
| Jeux panaméricains (groupes D et E)                  | 14-30 octobre 2011           | Guadalajara | 1      | Canada Colombie               |
| Qualifiés des groupes F et G                         | 28 octobre 2011              | Sydney      | 1      | Australie Nouvelle-Zélande    |
| Qualifiés des groupes F et G                         | 28 novembre 2011             | Ermelo      | 1      | Australie Nouvelle-Zélande    |
| Quota non-attribué                                   |                              |             | 1      | Pologne                       |
| TOTAL                                                |                              |             | 10     |                               |

### Individuel
| Classement FEI du 1er mars 2012                                    | Places | Qualifiés |
| ------------------------------------------------------------------ | ------ | --- |
| Qualifiés par le biais du concours par équipes                     | 27     | |
| Meilleur du groupe A (Europe du Nord-Ouest)                        | 1      | Norvège |
| Meilleur du groupe B (Europe du Sud-Ouest)                         | 1      | Autriche |
| Meilleur du groupe C (Europe Centrale et de l'Est ; Asie Centrale) | 1      | Ukraine |
| Meilleur du groupe D (Amérique du Nord ; Caraïbe)                  | 1      | Antigua-et-Barbuda |
| Meilleur du groupe E (Amérique Centrale et du Sud)                 | 1      | Brésil |
| Meilleur du groupe F (Afrique et Moyen-Orient)                     | 1      | Maroc |
| Meilleur du groupe G (Asia su Sud-Est et Océanie)                  | 1      | Japon |
| Places additionnelles                                              | 17     | Allemagne Italie Grande-Bretagne Portugal Belgique Pologne France Pays-Bas Finlande Nouvelle-Zélande Pologne Irlande États-Unis Autriche Danemark Finlande |
| TOTAL                                                              | 50     | |

## Concours complet
Règles complètes publiées par la FEI, dans l'article récapitulatif du site officiel.
Un Comité national olympique (CNO) peut inscrire cinq cavaliers à la compétition individuelle s'il est qualifié pour la compétition par équipes. Les places pour les meilleurs cavaliers classés dans les différentes zones géographiques sont réservées aux cavaliers des nations non représentées au concours par équipes. Si une nation obtient trois places individuelles, elle peut également participer à la compétition par équipe ; c'est le cas pour 2012 de l'Australie, l'Irlande et les Pays-Bas.

### Par équipes
| Épreuve                                                      | Date                         | Lieu        | Places | Qualifiés                                             |
| ------------------------------------------------------------ | ---------------------------- | ----------- | ------ | ----------------------------------------------------- |
| Pays organisateur                                            | -                            |             | 1      | Grande-Bretagne                                       |
| Jeux équestres mondiaux de 2010                              | 25 septembre-10 octobre 2010 | Lexington   | 5      | Canada Nouvelle-Zélande États-Unis Allemagne Belgique |
| Championnat d'Europe de concours complet (groupes A, B et C) | 25-28 août 2011              | Luhmühlen   | 2      | France Suède                                          |
| Jeux panaméricains (groupes D et E)                          | 13-30 octobre 2011           | Guadalajara | 1      | Brésil Argentine                                      |
| Championnat FEI de concours complet (groupes F et G)         | 8-11 septembre 2011          | Blenheim    | 1      | Japon                                                 |
| Qualification grâce aux quotas réattribués                   | -                            | -           | 3      | Australie Irlande Pays-Bas                            |
| TOTAL                                                        |                              |             | 13     |                                                       |

### Individuel
| Classement FEI du 1er mars 2012                                    | Places     | Qualifiés |
| ------------------------------------------------------------------ | ---------- | --- |
| Qualifiés par le biais du concours par équipes                     | 50 maximum | |
| Meilleur du groupe A (Europe du Nord-Ouest)                        | 1          | Pays-Bas |
| Meilleur du groupe B (Europe du Sud-Ouest)                         | 1          | Italie |
| Meilleur du groupe C (Europe Centrale et de l'Est ; Asie Centrale) | 1          | Biélorussie |
| Meilleur du groupe D (Amérique du Nord ; Caraïbe)                  | 1          | Jamaïque |
| Meilleur du groupe E (Amérique Centrale et du Sud)                 | 1          | Équateur |
| Meilleur du groupe F (Afrique et Moyen-Orient)                     | 1          | Afrique du Sud                                                                                                 |
| Meilleur du groupe G (Asia su Sud-Est et Océanie)                  | 1          | Australie |
| Places additionnelles                                              | 18         | Australie Pays-Bas Thaïlande Italie Irlande Autriche Irlande Russie Irlande Pologne Irlande Biélorussie Russie |
| TOTAL                                                              | 75         | |

## Saut d'obstacles
Règles complètes publiées par la FEI dans l'article récapitulatif du site officiel.
Chaque nation peut qualifier pour les Jeux Olympiques une équipe de saut d'obstacles, composée de quatre cavaliers. Si elle ne parvint pas à qualifier son équipe pour Londres, elle n'était pas représentée dans le concours par équipes mais pouvait envoyer jusqu’à deux cavaliers pouvant concourir dans le concours individuel.

### Par équipes
| Épreuve | Date                         | Lieu            | Places | Qualifiés                               |
| --- | ---------------------------- | --------------- | ------ | --------------------------------------- |
| Pays organisateur                                                                                                   | -                            |                 | 1      | Grande-Bretagne                         |
| Jeux équestres mondiaux de 2010 5 meilleures équipes                                                                | 25 septembre-10 octobre 2010 | Lexington       | 5      | Allemagne France Belgique Brésil Canada |
| Jeux équestres mondiaux de 2010 - meilleure équipe des groupes C ou G                                               | 25 septembre-10 octobre 2010 | Lexington       | 1      | Australie                               |
| Meilleure équipe des groupes C ou G lors du CHIO Aachen 2011                                                        | 10 juillet 2011              | Aix-la-Chapelle | 1      | Ukraine                                 |
| Championnat d'Europe de saut d'obstacles (groupes A et B)                                                           | 13-18 septembre 2011         | Madrid          | 3      | Pays-Bas Suède Suisse                   |
| Jeux panaméricains                                                                                                  | 13-30 octobre 2011           | Guadalajara     | 3      | États-Unis Mexique Chili                |
| Meilleur score combiné lors des Jeux équestres mondiaux de 2010 et du Tournoi de qualification olympique (Groupe F) | 27-30 décembre 2011          | Doha            | 1      | Arabie saoudite                         |
| TOTAL |                              |                 | 15     |                                         |

### Individuel
| Compétition individuelle                               | Date                         | Lieu            | Places | Qualifiés          |
| ------------------------------------------------------ | ---------------------------- | --------------- | ------ | ------------------ |
| Qualifiés par le biais du concours par équipes         |                              |                 | 60     | -                  |
| Jeux équestres mondiaux de 2010 (Groupe F)             | 25 septembre-10 octobre 2010 | Lexington       | 2      | Égypte Syrie       |
| Jeux équestres mondiaux de 2010 (Groupe G)             | 25 septembre-10 octobre 2010 | Lexington       | 1      | Japon              |
| CHIO Aachen 2011                                       | 10 juillet 2011              | Aix-la-Chapelle | 1      | Japon              |
| Jeux panaméricains (Groupe D)                          | 13-30 octobre 2011           | Guadalajara     | 1      | Bermudes           |
| Jeux panaméricains (Groupe E)                          | 13-30 octobre 2011           | Guadalajara     | 4      | Colombie Argentine |
| Tournoi de qualification olympique (Groupe F)          | 27-30 décembre 2011          | Doha            | 1      | Jordanie           |
| Classement de qualification olympique (Groupes A et B) | 1er mars 2012                | -               | 3      | Irlande Portugal   |
| Classement de qualification olympique (Groupe C)       | 1er mars 2012                | -               | 2      | Azerbaïdjan Russie |
| TOTAL                                                  |                              |                 | 75     |                    |